# Admir Adrović
Admir Adrović (Berane, Yugoslavia, actual Montenegro, 8 de mayo de 1988) es un futbolista montenegrino. Juega de delantero y su actual equipo es el Fudbalski Klub Budućnost de Podgorica.

## Trayectoria
Admir Adrović comenzó a jugar al fútbol en el equipo de su localidad natal, el Fudbalski Klub Berane con el que debutó en la temporada 2004/05. Se mantuvo en dicho club hasta 2007, cuando pasó a formar parte del Fudbalski Klub Sutjeska Nikšić, en el que siguió disputando partidos en la Primera División de Montenegro hasta la temporada temporada 2009/10 cuando cambiaría nuevamente de equipo.
Tras un breve paso por el KS Vllaznia de Albania, se incorporó al Sports Club Damash Gilan iraní en la temporada 2010/11 en donde anotó 3 goles en 12 partidos. Llamó la atención a los ojeadores de uno de los clubes punteros de Montenegro, el Fudbalski Klub Budućnost Podgorica que se hizo al final de dicha temporada con sus servicios. En la temporada 2011/12 Adrović debuta con el equipo con un inicio de temporada espectacular en el que anota 14 goles en 17 partidos. Finalmente su saldo para esa temporada sería de 22 tantos en 31 encuentros.

## Clubes
| Club                               | País                | Periodo   | PJ (G)  |
| ---------------------------------- | ------------------- | --------- | ------- |
| Fudbalski Klub Berane              | Serbia y Montenegro | 2004-2007 |         |
| Fudbalski Klub Sutjeska Nikšić     | Montenegro          | 2007-2010 |         |
| KS Vllaznia                        | Albania             | 2010      |         |
| Sports Club Damash Gilan           | Irán                | 2010-2011 | 12 (3)  |
| Fudbalski Klub Budućnost Podgorica | Montenegro          | 2011-     | 58 (37) |

## Palmarés

### Campeonatos nacionales
| Título             | Club                     | País       | Año  |
| ------------------ | ------------------------ | ---------- | ---- |
| Liga de Montenegro | Fudbalski Klub Budućnost | Montenegro | 2012 |